# Diamino oxidasa
Diamino oxidasa es el nombre que se le da a un grupo de enzimas que oxidan diaminas, tales como la histamina, y también algunas aminas primarias, pero que tienen poca o ninguna actividad sobre aminas secundarias y terciarias. Se trata de cuproproteínas y poseen una quinona en su estructura, la 2,4,5-trihidroxifenilalanina quinona.
El nombre histaminasa deriva del hecho de que la diamino oxidasa, es capaz de inactivar la actividad biológica de la histamina, una propiedad de enorme importancia biológica.

## Clasificación y estructura
Las diamino oxidasas se encuentran emparentadadas con la amina-primaria oxidasa una enzima con actividad diferente pero que anteriormente se clasificaba en la misma categoría (EC 1.4.3.6 - amino oxidasas con cobre), principalmente a sus similitudes estructurales; aunque actualmente esta categoría no se utiliza más. Las diamino oxidasas oxidan diaminas, y también poseen alguna actividad con algunas monoaminas primarias, pero prácticamente no poseen actividad frente a las aminas secundarias y terciarias. Ambas enzimas compartían el nombre de "histaminasa", aunque sólo la diamino oxidasa tiene una verdadera actividad histaminasa. La diamino oxidasa es sensible a la inhibición por reactivos con grupo carbonilo, tales como la semicarbazida. Lo que las distingue de la monoamino oxidasa (EC 1.4.3.4).

## Reacción catalizada
La reacción general que cataliza esta enzima es la siguiente:
{\displaystyle \mathrm {R{-}CH_{2}{-}NH_{2}+H_{2}O+O_{2}\longrightarrow R{-}CHO+NH_{3}+H_{2}O_{2}} }
Como ejemplo la reacción de oxidación de la histamina:
 + H
2O + O
2 {\displaystyle \longrightarrow }   + NH
3 + H
2O
2

## Importancia biológica
La importancia de este proceso es que las histaminasas regulan las reacciones alérgicas que ocurren en el cuerpo humano, las histaminas son las encargadas de producir inflamación y para que esta reacción no se salga de control, llegan las histaminasas. La enzima DAO es la histaminasa más importante a la hora de la correcta degradación de la histamina alimentaria. 
Esta enzima se encuentra en los eosinófilos, más específicamente en los gránulos. Los eosinófilos, mediante un proceso llamado quimiotaxis, viajan al sitio donde están actuando las histaminas que han sido liberadas por mastocitos que han sido activados por el factor IgE, esto se conoce como desgranulación. Una vez en el lugar, las histaminasas son liberadas para destruir las histaminas y la sustancia de reacción lenta de la anafilaxia, desencadenador de espasmos bronquiales que producen ataques de asma. A su vez, los eosinófilos también van a liberar el factor inhibidor de desgranulación. 

### En la Placenta
Durante el periodo embrionario las histaminasas son segregadas por la placenta humana. El sinsitio, usando su sistema microvilli vacía en la madre una considerable cantidad de diaminoxidasas (un tipo de histaminasas). 

### Fármacos
Muchos de los medicamentos anti alérgicos tiene principios activos que bloquean la acción de la histamina.

### Aplicaciones Clínicas
La Querato Conjuntivitis Vernal (QCV) se produce por un aumento en la concentración de mastocitos mucosos en la capa conjuntiva del ojo y la concentración de IgE que como ya se había visto previamente conlleva a la desgración que aumenta el nivel de histaminas produciendo inflamación. Además de esto hay una disminución en el nivel de histaminasas en la lágrima produciendo irritación. 